# 瓦帕諾卡鎮區 (阿肯色州克里坦登縣)
瓦帕諾卡鎮區（英語：Wappanocca Township）是位於美國阿肯色州克里坦登縣的一個行政鎮區。

## 地方資料
瓦帕諾卡鎮區的面積為221.58平方千米，當中陸地面積為216.13平方千米，而水域面積為5.45平方千米。根據2010年美國人口普查的數據，當地共有人口794人，而人口密度為每平方千米3.58人。